# 查士丁尼柱

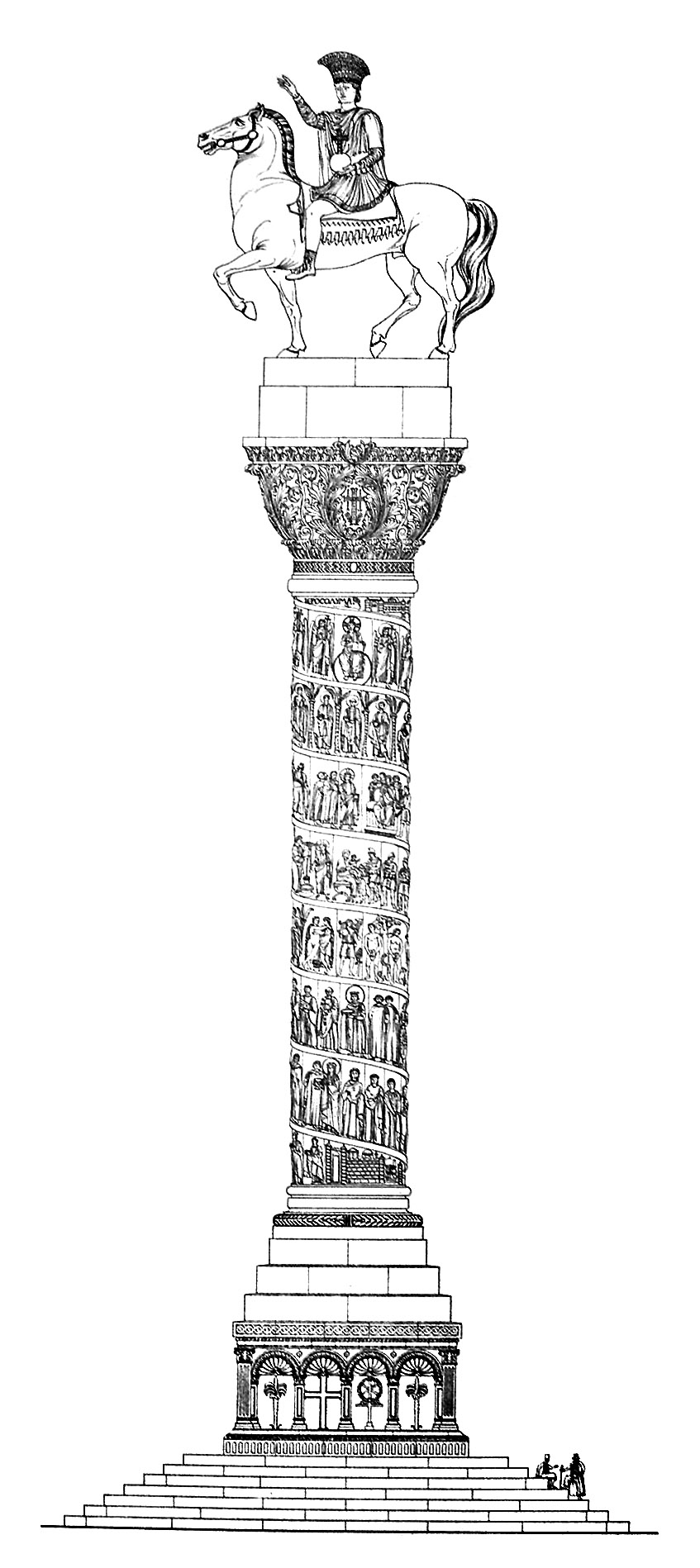

查士丁尼柱（Column of Justinian）是君士坦丁堡的一根凯旋柱，由拜占庭皇帝查士丁尼一世所立，纪念他在543年的胜利。它位于巨大的奥古斯塔广场的西侧，介于圣索菲亚大教堂与君士坦丁堡大皇宫之间。它一直幸存到16世纪初，才被奥斯曼帝国拆除。
查士丁尼柱是用砖砌成的，外表覆盖黄铜。 柱子立在七级台阶的大理石基座上，柱顶是皇帝本人在凯旋式上的巨大的青铜骑马雕像，身穿普罗科匹厄斯所称的“阿喀琉斯的披挂”，包括古典风格的胸甲，孔雀羽毛的头盔，左手拿着十字圣球，右手伸向东方。从雕像上的铭文可以得到一些证据, 它实际上可能是重新利用了狄奥多西一世或狄奥多西二世的雕像。
查士丁尼柱一直到拜占庭帝国的末期还保存完好，当时的尼基弗鲁斯·格雷戈拉斯以及一些俄国朝圣者都对其进行了描述。后者还提到在柱子前面有三个异教徒皇帝的青铜雕像，放置在较矮的柱子或基座上，跪在他面前表示屈服。这些一直存在到1420年代末期，但是在1433年前的某个时候被拆除。柱子本身非常高，根据克里斯托福罗·布隆戴蒙提的描述，高达70米。它从海上就可以看到，格雷戈拉斯提到，一次，十字圣球坠落，请了一位杂技演员，从圣索非亚大教堂的屋顶上吊下绳索进行修复。 

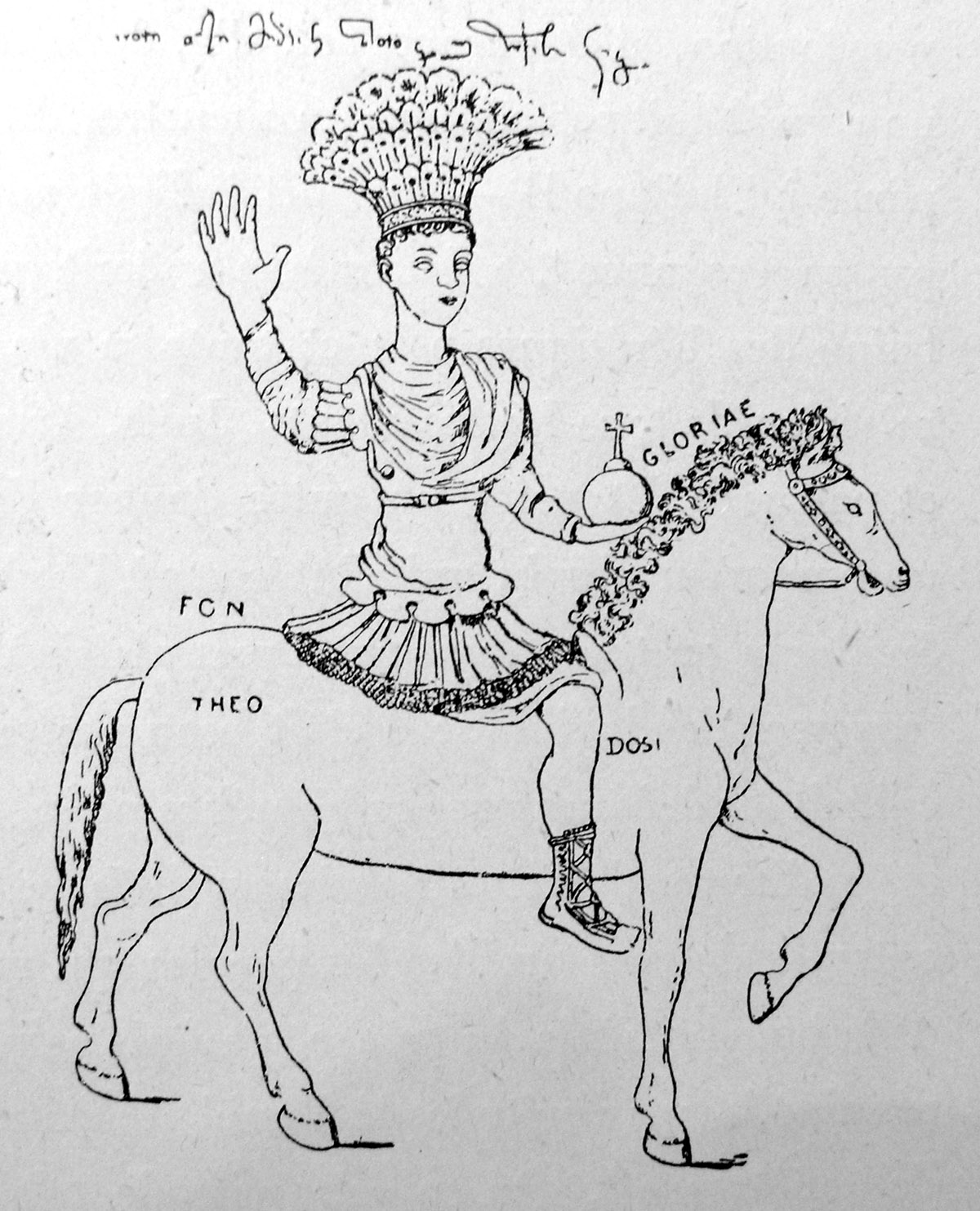

到了十五世纪，由于这尊雕像的突出地位，被误认为是城市的创始人君士坦丁大帝的雕像。意大利文物学家西里亚库斯则被告知它代表希拉克略。因此，人们普遍认为，查士丁尼柱，特别是巨大的十字圣球，或俗称的“苹果”，代表了城市的守护神（genius loci）。因此，在1422年和1427年之间，它从雕像的手中坠落，被视为城市即将灭亡的标志。1453年君士坦丁堡的陷落之后不久，奥斯曼帝国把雕像完全拆除，作为他们统治的象征，而柱子本身也在1515左右被摧毁。一位在十六世纪四十年代居住在城市的法国学者皮埃尔. 吉尔斯记载说，雕像剩余的碎片被放置在托普卡帕宫，后来被熔化，用于制造大炮:
|  | 在碎片中有查士丁尼的腿，超过了我的身高，而他的鼻子超过九英寸长。我不敢测量马的腿，... 但私下测量了一个马蹄，发现它有九英寸高。 |

在十五世纪三十年代，西里亚库斯请人画下了雕像本身及其铭文（见左图）。